# Rosendo G. Castro
Rosendo G. Castro är en ort i Mexiko.   Den ligger i kommunen Ahome och delstaten Sinaloa, i den västra delen av landet, 1 200 km nordväst om huvudstaden Mexico City. Rosendo G. Castro ligger 1 meter över havet och antalet invånare är 670.
Terrängen runt Rosendo G. Castro är platt. Havet är nära Rosendo G. Castro åt sydost.  Närmaste större samhälle är Los Mochis, 18,4 km norr om Rosendo G. Castro. 